# Acacia subtilinervis
Acacia subtilinervis är en ärtväxtart som beskrevs av Ferdinand von Mueller. Acacia subtilinervis ingår i släktet akacior, och familjen ärtväxter. Inga underarter finns listade i Catalogue of Life.